# Chloé Mortaud
Chloé Mortaud (sinh ngày 19 tháng 9 năm 1989, tại Lisieux, Calvados, Pháp) là Hoa hậu Pháp 2009.  Cô đại diện cho Albigeois-Midi-Pyrénée, một vùng ở Tây Nam nước Pháp, và là Hoa hậu Pháp đầu tiên mang quốc tịch kép Pháp và Mỹ. Mortaud có quốc tịch Mỹ bởi mẹ của cô, là một người Mỹ gốc Phi di cư từ Mississippi sang Pháp, và bà của cô hiện sống tại Los Angeles. Cha cô là một người Pháp.

## Hoa hậu Hoàn vũ 2009
Mortaud đã đại diện cho Pháp tại cuộc thi Hoa hậu Hoàn vũ 2009 và dừng chân ở Top 10. Cô đã để lại nhiều tiếc nuối khi chỉ thua người cuối cùng của Top 5 một số điểm rất nhỏ. Stefanía Fernández từ xứ sở hoa hậu Venezuela đã đoạt vương miện.

## Hoa hậu Thế giới 2009
Mortaud lọt vào vòng chung kết cuộc thi Hoa hậu Thế giới và đứng vị trí thứ 4 vào ngày 12 tháng 12 năm 2009. Cô cũng đạt vị trí thứ 3 trong phần thi Hoa hậu Bãi biển và lọt vào Top 12 phần thi Hoa hậu Người mẫu. Chỉ có Chloé và Tatum Keshwar từ Nam Phi là hai thí sinh tham gia cuộc thi Hoa hậu Hoàn vũ 2009 có mặt trong Top 7 của cuộc thi.